# Übersehenes Filzkraut
Das Übersehene Filzkraut (Filago neglecta (Soy.-Will.) DC., Syn.: Logfia neglecta (Soy.-Will.) Holub), auch als Verkanntes Filzkraut bezeichnet, ist eine ausgestorbene Pflanzenart aus der Gattung der Filzkräuter (Filago).

## Beschreibung
Das Übersehene Filzkraut war eine einjährige Pflanze, die eine Wuchshöhe von 6 bis 20 Zentimetern erreichte. Der dünne Hauptstängel war von der Basis an stark verzweigt und endete in einem kopfartigen Knäuel. Die Laubblätter waren 1,5 bis 2,5 cm lang und saßen an der Stängelbasis. Die Blattspreite war linearisch-pfriemförmig. 
Die fast runden körbchenförmigen Blütenstände waren 2,5 bis 4 mm groß. Die Hüllblätter waren bräunlich.

## Vorkommen
Bekannte Vorkommen waren in Frankreich, in Belgien (Calestienne, Rochefort, Aywaille, Ciergnon und Verdenne) sowie in Deutschland bei Rödersheim (Pfalz) und Bell nahe der Abtei Maria Laach (Eifel), wo die Art 1858 gesammelt wurde.
Die Art kam vor in Furchen gehackter Äcker auf frischen Sandböden und gedieh dort zusammen mit dem Sumpf-Ruhrkraut (Gnaphalium uliginosum).

## Aussterben
Das Übersehene Filzkraut wurde zuletzt 1901 in Deutschland, 1910 in Belgien und gegen 1930 in Lothringen nachgewiesen. Auch in Italien und damit überall sonst ist die Art anscheinend ausgestorben. Vermutlich haben die Veränderungen in der Ackerbewirtschaftung zum Aussterben der Art beigetragen.